# 斯希拉山脊
斯希拉山脊(Dorsum Scilla)是月球风暴洋中的一道皱岭，其中心月面坐标为32°48′N 60°24′W / 32.8°N 60.4°W，全长108公里，名称取自意大利画家、地质学家、古生物学家及化石研究先驱"阿戈斯蒂诺·斯希拉"(Agostino Scilla，1629年8月10日-1700年5月31日)，1976年被国际天文联合会正式批准接受。